# Planologische kernbeslissing
Een Planologische kernbeslissing was tot de inwerkingtreding van de Wet ruimtelijke ordening in 2008, een plan van de Nederlandse Rijksoverheid voor de inrichting van Nederland of van delen van Nederland.
Het leek veel op een Wetsvoorstel, maar was dit niet.
De ruimte in Nederland wordt door allerlei overheden ingericht: rijk, provincie en gemeente. Elke overheid maakt daarvoor haar eigen ontwerp. Het rijk vatte zijn plannen tot 2008 samen in een planologische kernbeslissing (Pkb), de provincie in streekplannen en de gemeente in bestemmingsplannen. 
Het instrument Planologische kernbeslissing werd in 1972 geïntroduceerd in de regeringsnota Openbaarheid bij de voorbereiding van het ruimtelijk beleid. De eerste planologische kernbeslissing was de Oriënteringsnota ruimtelijke ordening uit 1973.

## Geschiedenis
De Pkb was uit frustratie geboren. Het Kamerlid E. Nypels van D'66 interpelleerde in 1968 de ministers Schut, Bakker en De Block en staatssecretaris Kruisinga over mogelijke vestiging van Shell in het Moerdijkgebied. Uit de antwoorden bleek dat de centrale overheid geen geschikt instrument had om planologische beslissingen van lokale overheden bij te sturen, ook niet als deze beslissingen ingrijpende gevolgen hadden. Op pagina twee van het eerste informatieblad over de Pkb prijkt een foto van Shell Nederland Chemie B.V. vestiging Moerdijk.

## Vier soorten
Er waren vier soorten van planologische kernbeslissingen:
- de algemene ruimtelijke ordeningsnota's, zoals de Vierde nota over de ruimtelijke ordening (1988) en de Nota Ruimte (2006),
- plannen voor delen van het land, zoals de Pkb Waddenzee en de Pkb Schiphol en omgeving,
- nota's over de ruimtelijke aspecten van verschillende sectoren, deze werden structuurschema's genoemd, zoals het Structuurschema Verkeer en Vervoer en het Structuurschema Militaire Terreinen,
- plannen voor bepaalde grote projecten, zoals de Pkb Betuweroute.
In principe was een Planologische kernbeslissing niet bindend maar 'indicatief' van karakter. Dit betekende dat lagere overheden bij het vaststellen of herzien van hun plannen met een Pkb rekening moesten houden. Bepaalde onderdelen van de Pkb waren wél bindend. Dat was bijvoorbeeld het geval wanneer kabinet of Tweede Kamer bepaalde locaties wilden vrijhouden of juist wilden bestemmen voor een bepaalde functie. Het beleid werd dan vormgegeven als een zogenaamde concrete beleidsbeslissing. Tot slot was een aantal uitspraken van de Pkb voor uitvoering van rijksbeleid van zodanig gewicht, dat zij de status van beslissing van wezenlijk belang kregen. Dit betekende dat het rijk alleen van deze uitspraken kon afwijken door de pkb te herzien. 

## Procedure voor een Pkb
Schematisch kwam een Pkb als volgt tot stand:
1. Vaststelling ontwerp-plan (Pkb deel 1)
2. Terinzagelegging en toezending plan aan Staten-Generaal. In deze periode kunnen burgers hun bezwaren ('zienswijzen') kenbaar maken. Max. 12 weken
3. Overleg met besturen van provincies, gemeenten en waterschappen. Eventueel advies vragen aan VROM-raad. Max. 12 weken na terinzagelegging
4. Verwerking van zienswijzen, overlegresultaten, advies (Pkb deel 2)
5. Vaststellen plan door ministerraad en toezenden aan Tweede Kamer (Pkb deel 3) Max. 9 maanden na terinzagelegging
6. Tweede Kamer stelt ministers in de gelegenheid om plan te veranderen
7. Goedkeuring Tweede Kamer, doorsturen plan naar Eerste Kamer
8. Besluit Eerste Kamer Max. 4 weken na ontvangst.
9. Terinzagelegging goedgekeurde plan (Pkb deel 4)
10. Beroep bij Afdeling bestuursrechtspraak van Raad van State tegen concrete beleidsbeslissing (=besluiten) plus eventueel voorlopige voorziening. Binnen 6 weken

Een Pkb trad uiteindelijk in werking na publicatie in de Staatscourant. Voor een herziening van een Pkb gold een verkorte procedure.

## Bezwaar en beroep
Als een burger het niet eens was met een Pkb, kon hij tijdens het proces zijn zienswijze kenbaar maken. Tegen concrete beleidsbeslissingen kon hij in beroep gaan bij de Afdeling bestuursrechtspraak van de Raad van State. Eventueel kon hij een voorlopige voorziening bij diezelfde afdeling aanvragen, als naar de mening van een burger zijn directe belangen werden geschonden. Voorwaarde voor een voorziening was dat een beroepsschrift was ingediend.

## Rechtsgeldige Pkb's
De volgende Pkb's waren in 2007 rechtsgeldig dan wel in herziening:
- Structuurschema Burgerluchtvaartterreinen (SBL)
- Structuurschema Militaire terreinen (SMT)
- PKB Waddenzee
- Structuurschema Buisleidingen
- Structuurschema Verkeer en Vervoer (SVV-II)
- Structuurschema Groene Ruimte (SGR)
- Tweede Structuurschema Elektriciteitsvoorziening (SEV)
- Project-pkb Locatiekeuze Near Shore Windpark
- Structuurschema Oppervlaktedelfstoffen (SOD)
- PKB Nationaal en Ruimtelijk beleid (NRB)
- PKB Schiphol en omgeving
- PKBN HSL-Zuid
- PKB-Plus Mainportontwikkeling Rotterdam (PMR)
- PKB Betuweroute
- Beleidsplan Drink- en Industriewatervoorziening (DIV)
- PKB Ruimte voor de rivier (2006)
- Nota Ruimte (2006)
- Nota Mobiliteit (heeft SVV-II vervangen)(2006)

## Vervanging
De Planologische kernbeslissing is vervangen door de structuurvisie, die op 1 juli 2008 inwerking is getreden met de Wet ruimtelijke ordening.